# Tzancă Uraganu
Tzancă Uraganu (bürgerlich: Andrei Velcu, * 2. Dezember 1990 in Ploiești), auch bekannt als Țancă de la Ploiești, ist ein rumänischer Manele- und Pop-Sänger.

## Leben und Karriere
Andrei Velcu besuchte die Schule bis zur 10. Klasse und träumte zunächst von einer Karriere als Fußballspieler. Unter dem Einfluss seines Bruders entschied er sich jedoch, eine musikalische Laufbahn einzuschlagen. Erste Bekanntheit erlangte er als Mitglied der Band von Florin Salam, bevor er 2012 mit seinem Solohit Dale Dale den Durchbruch schaffte. Der Spitzname "Țancă" wurde ihm von seiner Mutter gegeben. Seine musikalische Laufbahn begann Velcu unter dem Künstlernamen Țancă de la Ploiești. Nach einer Zusammenarbeit mit Nicolae Guță, der ihn als "den Orkan der Musik" („uraganul muzicii“) bezeichnete, änderte er seinen Künstlernamen in Tzancă Uraganu. Mit Unterstützung des Musikproduzenten Nek Music erzielten seine Lieder Millionen von Aufrufen auf YouTube und anderen Streaming-Plattformen. Velcu kombiniert traditionelle Manele-Elemente der 1990er- und 2000er-Jahre mit modernen Trap-Beats. Im März 2022 erreichte er mit dem Lied Take me off the block den ersten Platz in der Billboard-Charts für rumänische Musik. In seinem am 20. November 2024 veröffentlichten Song George Simion. Un Presidente Model lobt er den rechtspopulistischen Präsidentschaftskandidaten George Simion sowie dessen Partei AUR, wobei er offen für deren Wahl wirbt.

## Privatleben
Sein Bruder ist ebenfalls Musiker und tritt unter dem Namen Miraj Tzunami auf. Velcu hat zwei Kinder. Florin Salam und seine Partnerin sind die Paten seiner Töchter. Velcu hat offen über seine früheren Drogenprobleme gesprochen, die er nach eigener Aussage seit 2019 überwunden hat. Während der COVID-19-Pandemie litt er unter Angstzuständen, die er durch Psychotherapie bewältigte.

## Diskografie

### Alben
- 2021: Noaptea Golanii (Big Man)
- 2020: Prieten Periculos (Big Man)
- 2019: Se mișcă pe beat

### Singles (Auswahl)
- 2022: Tânăr și producător
- 2022: Cand intru eu in Ucraina
- 2022: Beau numai băuturi fine
- 2022: Regina mea
- 2021: De când s-a scumpit benzina
- 2012: Dale Dale